# Feistritz bei Anger
Feistritz bei Anger is een voormalige gemeente in de Oostenrijkse deelstaat Stiermarken. De gemeente telde in 2014 1069 inwoners en bestond uit de ortschaften Oberfeistritz en Viertelfeistritz.
In 2015 ging Feistritz bei Anger bij een herindeling, samen met Baierdorf bei Anger en Naintsch, op in de marktgemeente Anger.
Albersdorf-Prebuch
· Anger
· Birkfeld
· Fischbach
· Fladnitz an der Teichalm
· Floing
· Gasen
· Gersdorf an der Feistritz
· Gleisdorf
· Gutenberg
· Hofstätten an der Raab
· Ilztal
· Ludersdorf-Wilfersdorf
· Markt Hartmannsdorf
· Miesenbach bei Birkfeld
· Mitterdorf an der Raab
· Mortantsch
· Naas
· Passail
· Pischelsdorf am Kulm
· Puch bei Weiz
· Ratten
· Rettenegg
· Sankt Kathrein am Hauenstein
· Sankt Kathrein am Offenegg
· Sankt Margarethen an der Raab
· Sankt Ruprecht an der Raab
· Sinabelkirchen
· Strallegg
· Thannhausen
· Weiz